# Bataille de Ngano
Jihad d'El Hadj Oumar Tall
La bataille de Ngano est livrée le 22 mai 1860 pendant le jihad omarien. Elle oppose l'armée toucouleur d'El Hadj Omar Tall à celle du Royaume bambara de Ségou qui est défaite.

## Sources
- Babacar Coulibaly, « L’armée toucouleur, du Jihad omarien à la fin de l’Empire », Dakar, Université de Dakar, 1978, 180 p. (Mémoire de Maîtrise)